# Lucas (Band)
Die Band Lucas ist ein Schweizer Musikerduo aus Solothurn, bestehend aus den Brüdern Christian und Michael Lukas. 

## Bandgeschichte
Ende der 1990er stiegen die beiden Brüder ins Musikgeschäft ein. Sie waren in verschiedenen Bands und Projekten und bei verschiedenen Engagements dabei. Durch ein Casting kamen sie auch nach Deutschland, wo sie drei Jahre unterwegs waren. Schliesslich beschlossen sie, ein gemeinsames Projekt unter dem Namen Lucas zu starten. Auf Mx3 stellten sie unter anderem den Song No Chance for Love ein, der daraufhin von DRS 3 und anderen Schweizer Sendern übernommen wurde.
Für ihr Debütalbum konnten sie die Mitarbeit von Gölä und Thomas J. Gyger, der unter anderem für Gölä und DJ BoBo arbeitet, gewinnen. Das Album, das ebenfalls Lucas heisst, erschien im Frühjahr 2010 und erreichte Platz 84 der Schweizer Hitparade. 

## Mitglieder
- Christian Lukas
- Michael Lukas

## Diskografie
Alben
- Lucas (2010)
- Two (2015)